# Big-4 League

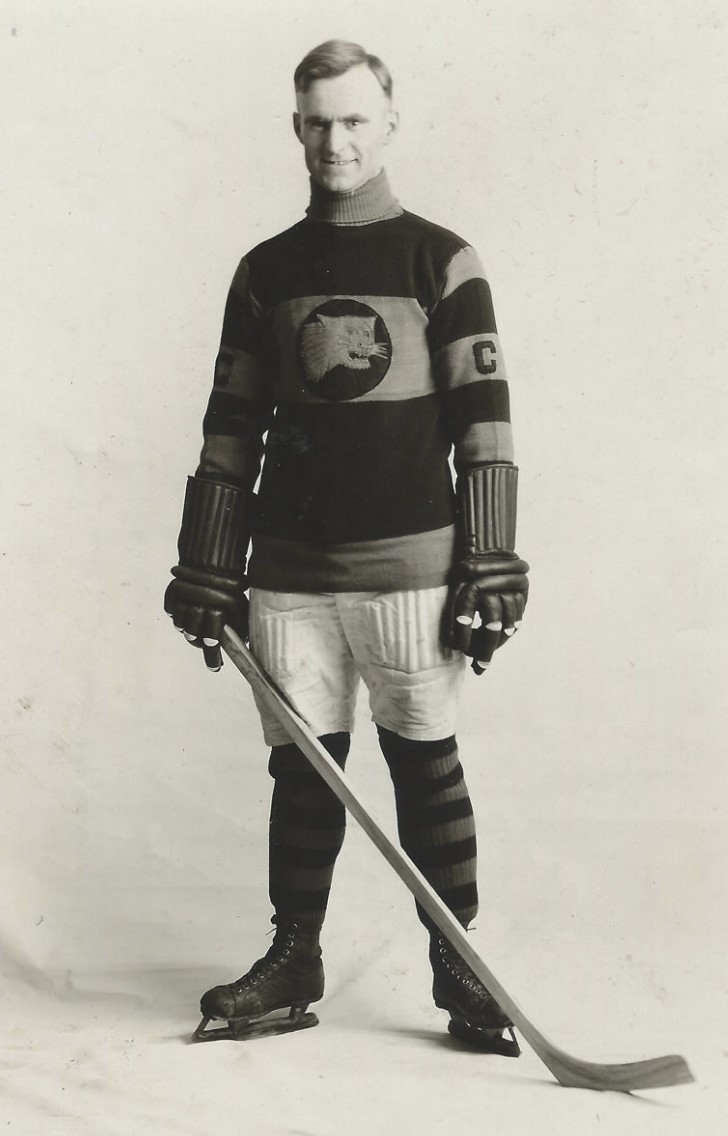
Calgary Tigers forward Barney Stanley.

Big-4 League, eller Alberta Big-4 League, var en kanadensisk ishockeyliga i Calgary och Edmonton i provinsen Alberta som var verksam under två säsonger åren 1919–1921. Big-4 League startades upp som en amatörliga med intentioner om att få spela om det kanadensiska amatörmästerskapet Allan Cup, men ligan anklagades, bland annat av PCHA:s president Frank Patrick, för att i hemlighet betala löner till sina spelare vilket ledde till att den förlorade sin amatörstatus.
Efter det att Big-4 League avvecklats efter säsongen 1920–21 gick Calgary Tigers och Edmonton Eskimos med i den nystartade ligan Western Canada Hockey League.
Flertalet namnkunniga spelare spelade i Big-4 League, bland dem Gordon "Duke" Keats, "Bullet Joe" Simpson, Barney Stanley, Mickey MacKay, Harry Oliver, Red Dutton och Herb Gardiner, vilka alla är invalda i Hockey Hall of Fame.

## Lagen
- Edmonton Eskimos – 1919–1921
- Calgary Wanderers – 1919–20
- Edmonton Hustlers – 1919–20
- Calgary Columbus Club – 1919–20
- Calgary Tigers – 1920–21
- Calgary Canadians – 1920–21
- Edmonton Dominions – 1920–21

## Säsonger

### 1919–20
Edmonton Eskimos, ledda framåt av centern Gordon "Duke" Keats som gjorde 18 mål och 32 poäng på 12 matcher, vann ligan säsongen 1919–20 sedan de besegrat Calgary Wanderers i ligafinalens dubbelmöte med siffrorna 6-1 och 2-1.
M = Matcher, V = Vinster, F = Förluster, O = Oavgjorda, GM = Gjorda mål, IM = Insläppta mål, P = Poäng
| Lag               | M  | V | F | O | GM | IM | P  |
| ----------------- | -- | - | - | - | -- | -- | -- |
| Edmonton Eskimos  | 12 | 8 | 4 | 0 | 62 | 31 | 16 |
| Calgary Wanderers | 12 | 8 | 4 | 0 | 40 | 36 | 16 |
| Edmonton Hustlers | 12 | 5 | 7 | 0 | 36 | 46 | 10 |
| Calgary Columbus  | 12 | 3 | 9 | 0 | 38 | 63 | 6  |

### 1920–21
| Lag                | M  | V  | F  | O | GM | IM | P  |
| ------------------ | -- | -- | -- | - | -- | -- | -- |
| Calgary Tigers     | 15 | 10 | 4  | 1 | 62 | 46 | 21 |
| Edmonton Eskimos   | 15 | 9  | 6  | 0 | 57 | 43 | 18 |
| Calgary Canadians  | 16 | 8  | 7  | 1 | 47 | 47 | 17 |
| Edmonton Dominions | 16 | 2  | 12 | 2 | 32 | 62 | 6  |